# Wilhelm Töllner
Wilhelm Töllner (* 7. Juli 1879 in Braunlage; † 8. Oktober 1963 ebenda) war ein deutscher Politiker der (SPD). 
Er war Kaufmann und Mitglied des Ernannten Braunschweigischen Landtages vom 21. Februar 1946 bis zum 21. November 1946. 

## Quelle
- Barbara Simon: Abgeordnete in Niedersachsen 1946–1994. Biographisches Handbuch. Hrsg. vom Präsidenten des Niedersächsischen Landtages. Niedersächsischer Landtag, Hannover 1996, S. 384.

| Personendaten    | Personendaten             |
| ---------------- | ------------------------- |
| NAME             | Töllner, Wilhelm          |
| KURZBESCHREIBUNG | deutscher Politiker (SPD) |
| GEBURTSDATUM     | 7. Juli 1879              |
| GEBURTSORT       | Braunlage                 |
| STERBEDATUM      | 8. Oktober 1963           |
| STERBEORT        | Braunlage                 |